# 沙地青兰
沙地青兰（学名：Dracocephalum psammophilum），为唇形科青兰属下的一个种。

## 扩展阅读
維基物種上的相關：沙地青兰